# Juan Antonio Mayáns
Juan Antonio Mayáns y Siscar (Oliva, provincia de Valencia, 23 de marzo de 1718 – Valencia, 29 de marzo de 1801) fue un escritor, anticuario, historiador, lexicógrafo y rector español de la Ilustración, hermano y colaborador de Gregorio Mayáns y Siscar, más a menudo mencionado que él y famoso humanista y crítico.

## Biografía
La raíz austracista de su familia constituyó un obstáculo molesto para las pretensiones cortesanas de su familia, que siempre tenían que lidiar con las de los proborbónicos más afectos. Abandonó los estudios de Filosofía en Valencia en 1733 para acompañar a su hermano a Madrid cuando este fue nombrado bibliotecario real merced al cardenal Álvaro Cienfuegos. Gregorio, para suplir esa carencia, le trazó un programa de estudios que incluía Francés, Matemáticas, Gramática y lecturas de Diego de Saavedra Fajardo, el abate Fleury y Juan Luis Vives, y desde entonces colaboró en las arduas empresas intelectuales y críticas de su hermano en los debates y polémicas que sostuvo con Enrique Flórez, Andrés Burriel y el padre dominico Jacinto Segura, actuando de hecho como un secretario y copista de Gregorio, quien le transmitió no pocos de sus conocimientos y destrezas críticas; sin embargo, todo ese tiempo empleado en su hermano fue a costa de abandonar su propia carrera eclesiástica, que quedó inconclusa, algo que atormentaba a ambos y que Gregorio intentó solucionar promocionándolo. En 1739 los hermanos regresaron a Oliva y él se incorporó en 1742 a la Academia Valenciana fundada por Gregorio; para ella redactó ensayos sobre historia española que permanecen aún inéditos en su mayor parte: Notas sobre la división de obispados atribuidas al rei Wamba, que citó y valoró Flórez en su España Sagrada.
Juan Antonio se ordenó presbítero en 1768, consiguió un beneficio en Tarancón e inició su carrera para ser canónigo de la Catedral de Valencia; tradujo varias obras del francés y redactó una historia de la ciudad de Ilici / Elche para la que había compilado cuantiosos tomos de notas; la concluyó en 1768, pero solo se publicó en 1771 porque se hartó de esperar una dedicatoria real que nunca llegó. Con todo, alcanzó con esta obra un gran éxito y le prestigió para lograr el canonicato de Tortosa (1773) y luego el de Valencia (1774). Incluso fue nombrado en 1775 rector de la Universidad de Valencia, cargo que ocupó hasta 1778, en un periodo turbulento a causa de la Expulsión de los jesuitas (1767) y la aprobación del Plan de Estudios de Blasco (1786); tuvo que sufrir la promoción del tomismo por el gobierno y la crítica y supresión de doctrinas jesuíticas y antitomistas en las cátedras.
A la muerte de Gregorio (1781), continuó sus proyectos inconclusos y añadió una biografía reivindicativa de los trabajos de su hermano que quedó inédita, reeditando además sus obras principales. Sus últimos años los dedicó a la Real Academia de la Historia, de la que fue académico honorario desde 1782. Mantuvo además un inmenso epistolario con eruditos e historiadores de la época, en particular con Juan Bautista Muñoz, creador del Archivo de Indias, Andrés Ignacio Orbe, Carlos Andrés, José Nicolás de Azara, Vicente Blasco y García, el botánico Antonio Cavanilles, Francisco Cerdá y Rico, José de Guevara Vasconcelos y Pedraja, conde de Lumiares, José de Vega y de Sentmenat, Pérez Bayer, Antonio Valladares de Sotomayor, Miguel Rubín de Celis, Antonio Sancha, Francisco Javier Vázquez Romero...  Además emprendió una tarea lexicográfica del dialecto valenciano del catalán, elaborando un Diccionario valenciano todavía inédito, y unos Refranes i sentencias recogidas por el canónigo Mayans: colección de refranes valencianos con correspondencias en castellano y en latín.

## Obras
- Acción de gracias a la divina sabiduría, patrona de la Academia Valenciana, Valencia, por la Viuda de Antonio Bordazàr de Artazù, 1747
- Ilici, hoi la villa de Elche: ilustrada con varios discursos de su autor, Valencia, Francisco Burguete, 1771. Hay reedición con estudio preliminar de Antonio Mestre, Alicante-Elche 1982.
- Historia española, 9 vols., inédita.
- Historia literaria española, 3 vols., inédita.
- Advertencias a la "Historia" del P. Mariana, inédita.
- Notae ad Hispaniam Nonii, inédita.
- Con Juan Antonio Pellicer y Saforcada, Cartas Cervantinas: sacadas a la luz por Francisco Martínez y Martínez..., Valencia, Hijos de F. Vives Mora, 1917
- Notas sobre la división de los obispados atribuida al rei Wamba, s. f. (inéd.)
- Diccionario valenciano, s. f. (inéd.)
- Correcciones a la Colección de poesías castellana anteriores al siglo XVv, s. f. (inéd.)
- Cartas, recogidas en el Epistolario de Gregorio Mayans, Biblioteca Valenciana Digital.
- Refranes i sentencias recogidas por el canónigo Mayans
- Topographia Hispaniae, 8 vols., núm. 316-323.
- Corografía de España, núm. 324.
- Apuntamientos varios, 2 vols., núm. 328 y 329.
- Trad. de  Catecismo o exposición de la doctrina christiana, compuesto por el señor Fitz-James, obispo de Soissons, 2 vols., Valencia 1770. Esta traducción logró tres ediciones.
- Ed. y prólogo de El pastor de Fílida, compuesto por Luis Gálvez de Montalvo, Valencia 1792.[3]